# Brachymyrmex gagates
Brachymyrmex gagates es una especie de hormiga perteneciente al género Brachymyrmex, categorizada en la tribu Myrmelachistini, de la subfamilia Formicinae.

## Distribución
La especie es nativa de la región del Neotrópico. Se distribuye por América, en México y Panamá.

## Taxonomía
Fue descrita por Wheeler en 1934.